# Methanomethylovorans thermophila
Methanomethylovorans hollandica es una especie de arquea metanógena metilotrófica. Se puede crecer en sulfuro dimetilo y metanotiol. Es la especie tipo de su género y estrictamente anaerobia. Se aisló a partir de un reactor de lodo anaeróbico en un laboratorio.  Sus células son Gram-negativos, no móviles, y en forma de cocos irregulares. Se ha encontrado que usar metanol y aminas metiladas como sustratos en la producción de metano. No se puede usar formiato, dióxido de carbono con hidrógeno, acetato, sulfuro de dimetilo, metanotiol o propanol. Como su nombre indica, es un tanto termófilo, con una temperatura óptima de crecimiento de 50 °C.

## Otras lecturas
- Sneath, Peter HA, et al. Bergey's manual of systematic bacteriology. Volume 3. Williams & Wilkins, 2011.